# Anna-Lisa Fransson
Anna-Lisa Persson-Fransson, född Persson 10 september 1924 i Idenors församling i Gävleborgs län, död 13 september 2023 var en svensk konstnär.
Hon var gift med Evert Fransson. Hon är som konstnär autodidakt och började måla redan i unga år. Fick privatlektioner av sin mor som hade gått på Konstakademien.  Anna-Lisa kom till Lidköping och Rörstrand redan på 40-talet. Hennes konst består till stor del av naturbilder, porträtt och möten mellan människor, - i många fall handlar det om fantasibilder. Anna Lisa har varit representerad vid utställningen Konstafton i Lidköping på Galleri Graphica minst fyra år, senast 2016. I yngre dagar hade hon en stor atelje där hon tog emot konstintresserade.